# ريتشارد جي. هولمز
ريتشارد جي. هولمز (بالإنجليزية: Richard G Holmes)‏ هو منافس ألعاب قوى جنوب أفريقي، ولد في 8 ديسمبر 1947.